# 2003-as sebringi 12 órás verseny
A Sebringi 12 órás versenyt 2003. március 15-én, 51. alkalommal rendezték  meg.

## Végeredmény
|             | Kategória | #  | Csapat                     | Versenyzők                                              | Modell                                 | Gumi | Körök |
| Motor       | Kategória | #  | Csapat                     | Versenyzők                                              |                                        | Gumi | Körök |
| ----------- | --------- | -- | -------------------------- | ------------------------------------------------------- | -------------------------------------- | ---- | ----- |
| 1           | LMP900    | 1  | Infineon Team Joest        | Marco Werner Frank Biela Philipp Peter                  | Audi R8                                | M    | 367   |
| 1           | LMP900    | 1  | Infineon Team Joest        | Marco Werner Frank Biela Philipp Peter                  | Audi 3.6L Turbo V8                     | M    | 367   |
| 2           | LMP900    | 38 | ADT Champion Racing        | Emanuele Pirro JJ Lehto Stefan Johansson                | Audi R8                                | M    | 367   |
| 2           | LMP900    | 38 | ADT Champion Racing        | Emanuele Pirro JJ Lehto Stefan Johansson                | Audi 3.6L Turbo V8                     | M    | 367   |
| 3           | LMGTP     | 8  | Team Bentley               | Johnny Herbert David Brabham Mark Blundell              | Bentley Speed 8                        | M    | 363   |
| 3           | LMGTP     | 8  | Team Bentley               | Johnny Herbert David Brabham Mark Blundell              | Bentley 4.0L Turbo V8                  | M    | 363   |
| 4           | LMGTP     | 7  | Team Bentley               | Tom Kristensen Guy Smith Rinaldo Capello                | Bentley Speed 8                        | M    | 362   |
| 4           | LMGTP     | 7  | Team Bentley               | Tom Kristensen Guy Smith Rinaldo Capello                | Bentley 4.0L Turbo V8                  | M    | 362   |
| 5           | LMP900    | 10 | JML Team Panoz             | Olivier Beretta Max Papis Gunnar Jeannette              | Panoz LMP01 Evo                        | M    | 352   |
| 5           | LMP900    | 10 | JML Team Panoz             | Olivier Beretta Max Papis Gunnar Jeannette              | Élan 6L8 6.0L V8                       | M    | 352   |
| 6           | LMP900    | 9  | Audi Sport UK              | Mika Salo Jonny Kane Perry McCarthy                     | Audi R8                                | M    | 351   |
| 6           | LMP900    | 9  | Audi Sport UK              | Mika Salo Jonny Kane Perry McCarthy                     | Audi 3.6L Turbo V8                     | M    | 351   |
| 7           | LMP900    | 27 | Doran Lista Racing         | Didier Theys Eric van de Poele Fredy Lienhard           | Dallara SP1                            | M    | 336   |
| 7           | LMP900    | 27 | Doran Lista Racing         | Didier Theys Eric van de Poele Fredy Lienhard           | Judd GV4 4.0L V10                      | M    | 336   |
| 8           | GTS       | 3  | Corvette Racing            | Ron Fellows Johnny O'Connell Franck Fréon               | Chevrolet Corvette C5-R                | G    | 332   |
| 8           | GTS       | 3  | Corvette Racing            | Ron Fellows Johnny O'Connell Franck Fréon               | Chevrolet LS7r 7.0L V8                 | G    | 332   |
| 9           | LMP900    | 11 | JML Team Panoz             | Scott Maxwell John Graham Benjamin Leuenberger          | Panoz LMP01 Evo                        | M    | 324   |
| 9           | LMP900    | 11 | JML Team Panoz             | Scott Maxwell John Graham Benjamin Leuenberger          | Élan 6L8 6.0L V8                       | M    | 324   |
| 10          | GT        | 23 | Alex Job Racing            | Lucas Luhr Sascha Maassen                               | Porsche 911 GT3-RS                     | M    | 320   |
| 10          | GT        | 23 | Alex Job Racing            | Lucas Luhr Sascha Maassen                               | Porsche 3.6L Flat-6                    | M    | 320   |
| 11          | GT        | 31 | White Lightning Racing     | Johnny Mowlem Niclas Jönsson Craig Stanton              | Porsche 911 GT3-RSR                    | M    | 319   |
| 11          | GT        | 31 | White Lightning Racing     | Johnny Mowlem Niclas Jönsson Craig Stanton              | Porsche 3.6L Flat-6                    | M    | 319   |
| 12          | LMP900    | 12 | American Spirit Racing     | Michael Lewis Tomy Drissi Guy Cosmo                     | Riley & Scott MkIIIC                   | D    | 318   |
| 12          | LMP900    | 12 | American Spirit Racing     | Michael Lewis Tomy Drissi Guy Cosmo                     | Lincoln (Élan) 5.0L V8                 | D    | 318   |
| 13          | GTS       | 80 | Veloqx Prodrive Racing     | Darren Turner Anthony Davidson Kelvin Burt              | Ferrari 550-GTS Maranello              | M    | 316   |
| 13          | GTS       | 80 | Veloqx Prodrive Racing     | Darren Turner Anthony Davidson Kelvin Burt              | Ferrari 5.9L V12                       | M    | 316   |
| 14          | GT        | 53 | Seikel Motorsport          | Alex Caffi Gabrio Rosa Andrea Chiesa                    | Porsche 911 GT3-RS                     | Y    | 312   |
| 14          | GT        | 53 | Seikel Motorsport          | Alex Caffi Gabrio Rosa Andrea Chiesa                    | Porsche 3.6L Flat-6                    | Y    | 312   |
| 15          | GT        | 28 | JMB Racing USA             | Stéphane Grégoire Fabio Babini Christian Pescatori      | Ferrari 360 Modena GTC                 | P    | 311   |
| 15          | GT        | 28 | JMB Racing USA             | Stéphane Grégoire Fabio Babini Christian Pescatori      | Ferrari 3.6L V8                        | P    | 311   |
| 16          | LMP900    | 77 | Taurus Sports Racing       | Phil Andrews Justin Keen Larry Oberto                   | Lola B2K/10                            | D    | 307   |
| 16          | LMP900    | 77 | Taurus Sports Racing       | Phil Andrews Justin Keen Larry Oberto                   | Judd GV4 4.0L V10                      | D    | 307   |
| 17          | GT        | 24 | Alex Job Racing            | Jörg Bergmeister Timo Bernhard                          | Porsche 911 GT3-RS                     | M    | 307   |
| 17          | GT        | 24 | Alex Job Racing            | Jörg Bergmeister Timo Bernhard                          | Porsche 3.6L Flat-6                    | M    | 307   |
| 18          | LMP675    | 20 | Dyson Racing               | Chris Dyson Chad Block Didier de Radigues               | MG-Lola EX257                          | G    | 306   |
| 18          | LMP675    | 20 | Dyson Racing               | Chris Dyson Chad Block Didier de Radigues               | MG (AER) XP20 2.0L Turbo I4            | G    | 306   |
| 19          | GT        | 68 | The Racer's Group          | Cort Wagner Marc Bunting Chris Gleason                  | Porsche 911 GT3-RS                     | M    | 299   |
| 19          | GT        | 68 | The Racer's Group          | Cort Wagner Marc Bunting Chris Gleason                  | Porsche 3.6L Flat-6                    | M    | 299   |
| 20          | GT        | 41 | DeWALT Racesport Salisbury | Rob Barff Richard Hay Richard Stanton                   | TVR Tuscan T400R                       | D    | 297   |
| 20          | GT        | 41 | DeWALT Racesport Salisbury | Rob Barff Richard Hay Richard Stanton                   | TVR Speed Six 4.0L I6                  | D    | 297   |
| 21          | GT        | 66 | The Racer's Group          | Kevin Buckler Jim Pace Eliseo Salazar                   | Porsche 911 GT3-RS                     | M    | 293   |
| 21          | GT        | 66 | The Racer's Group          | Kevin Buckler Jim Pace Eliseo Salazar                   | Porsche 3.6L Flat-6                    | M    | 293   |
| 22          | GT        | 42 | Orbit Racing               | Joe Policastro Joe Policastro, Jr. Mike Fitzgerald      | Porsche 911 GT3-RS                     | M    | 292   |
| 22          | GT        | 42 | Orbit Racing               | Joe Policastro Joe Policastro, Jr. Mike Fitzgerald      | Porsche 3.6L Flat-6                    | M    | 292   |
| 23          | GT        | 33 | ZIP Racing                 | Andy Lally Spencer Pumpelly Steven Ivankovich           | Porsche 911 GT3-RS                     | D    | 290   |
| 23          | GT        | 33 | ZIP Racing                 | Andy Lally Spencer Pumpelly Steven Ivankovich           | Porsche 3.6L Flat-6                    | D    | 290   |
| 24          | GT        | 67 | The Racer's Group          | Michael Schrom Pierre Ehret Vic Rice                    | Porsche 911 GT3-RS                     | M    | 288   |
| 24          | GT        | 67 | The Racer's Group          | Michael Schrom Pierre Ehret Vic Rice                    | Porsche 3.6L Flat-6                    | M    | 288   |
| 25 Kiesett  | LMP900    | 36 | Jim Matthews Racing        | Jim Matthews Marc Goossens Jan Magnussen                | Riley & Scott MkIIIC                   | M    | 284   |
| 25 Kiesett  | LMP900    | 36 | Jim Matthews Racing        | Jim Matthews Marc Goossens Jan Magnussen                | Ford (Yates) 6.0L V8                   | M    | 284   |
| 26 Kiesett  | GTS       | 4  | Corvette Racing            | Kelly Collins Andy Pilgrim Oliver Gavin                 | Chevrolet Corvette C5-R                | G    | 283   |
| 26 Kiesett  | GTS       | 4  | Corvette Racing            | Kelly Collins Andy Pilgrim Oliver Gavin                 | Chevrolet LS7r 7.0L V8                 | G    | 283   |
| 27          | GT        | 29 | JMB Racing USA             | Stephen Earle Andrea Garbagnati Ludovico Manfredi       | Ferrari 360 Modena GTC                 | P    | 283   |
| 27          | GT        | 29 | JMB Racing USA             | Stephen Earle Andrea Garbagnati Ludovico Manfredi       | Ferrari 3.6L V8                        | P    | 283   |
| 28 Kiesett  | GTS       | 71 | Carsport America           | Tom Weickardt Jeff Altenberg Jean-Philippe Belloc       | Dodge Viper GTS-R                      | P    | 280   |
| 28 Kiesett  | GTS       | 71 | Carsport America           | Tom Weickardt Jeff Altenberg Jean-Philippe Belloc       | Dodge 8.0L V10                         | P    | 280   |
| 29          | GT        | 52 | Seikel Motorsport          | Philip Collin John Lloyd David Shep                     | Porsche 911 GT3-RS                     | Y    | 278   |
| 29          | GT        | 52 | Seikel Motorsport          | Philip Collin John Lloyd David Shep                     | Porsche 3.6L Flat-6                    | Y    | 278   |
| 30          | LMP675    | 37 | Intersport Racing          | Jon Field Duncan Dayton Mike Durand                     | MG-Lola EX257                          | G    | 266   |
| 30          | LMP675    | 37 | Intersport Racing          | Jon Field Duncan Dayton Mike Durand                     | MG (AER) XP20 2.0L Turbo I4            | G    | 266   |
| 31 Kiesett  | GT        | 78 | T2M Motorsport             | Derek Clark Chip Vance Georges Forgeois                 | Porsche 911 GT3-R                      | D    | 263   |
| 31 Kiesett  | GT        | 78 | T2M Motorsport             | Derek Clark Chip Vance Georges Forgeois                 | Porsche 3.6L Flat-6                    | D    | 263   |
| 32 NC       | GTS       | 2  | Konrad Motorsport          | Franz Konrad Robert Nearn Toni Seiler                   | Saleen S7-R                            | D    | 249   |
| 32 NC       | GTS       | 2  | Konrad Motorsport          | Franz Konrad Robert Nearn Toni Seiler                   | Ford 7.0L V8                           | D    | 249   |
| 33 Kiesett  | GTS       | 88 | Veloqx Prodrive Racing     | Tomáš Enge Peter Kox Jamie Davies                       | Ferrari 550-GTS Maranello              | M    | 245   |
| 33 Kiesett  | GTS       | 88 | Veloqx Prodrive Racing     | Tomáš Enge Peter Kox Jamie Davies                       | Ferrari 5.9L V12                       | M    | 245   |
| 34 Kiesett  | GT        | 34 | Risi Competizione          | Marino Franchitti Kevin McGarrity                       | Ferrari 360 Modena GTC                 | M    | 243   |
| 34 Kiesett  | GT        | 34 | Risi Competizione          | Marino Franchitti Kevin McGarrity                       | Ferrari 3.6L V8                        | M    | 243   |
| 35 NC       | GT        | 61 | P.K. Sport                 | Ian Donaldson Bart Hayden Gregor Fisken                 | Porsche 911 GT3-R                      | P    | 240   |
| 35 NC       | GT        | 61 | P.K. Sport                 | Ian Donaldson Bart Hayden Gregor Fisken                 | Porsche 3.6L Flat-6                    | P    | 240   |
| 36 Kiesett  | GT        | 63 | ACEMCO Motorsports         | B.J. Zacharias Andrew Davis Shane Lewis                 | Ferrari 360 Modena GTC                 | Y    | 233   |
| 36 Kiesett  | GT        | 63 | ACEMCO Motorsports         | B.J. Zacharias Andrew Davis Shane Lewis                 | Ferrari 3.6L V8                        | Y    | 233   |
| 37 Kiesett  | GT        | 40 | Alegra Motorsports         | Boris Said Catersby Jones Carlos DeQuesada              | BMW M3                                 | Y    | 141   |
| 37 Kiesett  | GT        | 40 | Alegra Motorsports         | Boris Said Catersby Jones Carlos DeQuesada              | BMW 3.2L I6                            | Y    | 141   |
| 38 Kiesett  | GT        | 03 | Hyper Sport                | Joe Foster Brad Nyberg Rick Skelton                     | Porsche 911 GT3-RS                     | P    | 125   |
| 38 Kiesett  | GT        | 03 | Hyper Sport                | Joe Foster Brad Nyberg Rick Skelton                     | Porsche 3.6L Flat-6                    | P    | 125   |
| 39 Kiesett  | GT        | 48 | Spyker Squadron            | Norman Simon Hans Hugenholtz Patrick van Shoote         | Spyker C8 Double-12R                   | D    | 103   |
| 39 Kiesett  | GT        | 48 | Spyker Squadron            | Norman Simon Hans Hugenholtz Patrick van Shoote         | BMW (Mader) 4.0L V8                    | D    | 103   |
| 40 Kiesett  | GTS       | 83 | Graham Nash Motorsport     | Thomas Erdos Pedro Chaves Gavin Pickering               | Saleen S7-R                            | D    | 97    |
| 40 Kiesett  | GTS       | 83 | Graham Nash Motorsport     | Thomas Erdos Pedro Chaves Gavin Pickering               | Ford 7.0L V8                           | D    | 97    |
| 41 Kiesett  | GT        | 60 | P.K. Sport                 | Robin Liddell Piers Masarati David Warnock              | Porsche 911 GT3-R                      | P    | 74    |
| 41 Kiesett  | GT        | 60 | P.K. Sport                 | Robin Liddell Piers Masarati David Warnock              | Porsche 3.6L Flat-6                    | P    | 74    |
| 42 Kiesett  | LMP675    | 15 | RN Motorsports             | Hayanori Shimoda John Neilsen                           | DBA4 03S                               | D    | 73    |
| 42 Kiesett  | LMP675    | 15 | RN Motorsports             | Hayanori Shimoda John Neilsen                           | Zytek ZG348 3.4L V8                    | D    | 73    |
| 43 Kiesett  | LMP900    | 87 | Sezio Florida Racing Team  | Allen Ziegelman Patrice Roussel Ian James               | Norma M2000                            | D    | 71    |
| 43 Kiesett  | LMP900    | 87 | Sezio Florida Racing Team  | Allen Ziegelman Patrice Roussel Ian James               | Ford (Kinetic) 6.0L V8                 | D    | 71    |
| 44 Kiesett  | GT        | 07 | RWS-Yukos Motorsport       | Walter Lechner, Jr. Stéphane Daoudi Nikolai Fomenko     | Porsche 911 GT3-R                      | P    | 70    |
| 44 Kiesett  | GT        | 07 | RWS-Yukos Motorsport       | Walter Lechner, Jr. Stéphane Daoudi Nikolai Fomenko     | Porsche 3.6L Flat-6                    | P    | 70    |
| 45 Kiesett  | GTS       | 0  | Team Olive Garden          | Emanuele Naspetti Domenico Schiattarella Johnny Cecotto | Ferrari 550 Maranello                  | P    | 59    |
| 45 Kiesett  | GTS       | 0  | Team Olive Garden          | Emanuele Naspetti Domenico Schiattarella Johnny Cecotto | Ferrari 6.0L V12                       | P    | 59    |
| 46 Kiesett  | GT        | 79 | J-3 Racing                 | David Murry Brian Cunningham Justin Jackson             | Porsche 911 GT3-RS                     | M    | 57    |
| 46 Kiesett  | GT        | 79 | J-3 Racing                 | David Murry Brian Cunningham Justin Jackson             | Porsche 3.6L Flat-6                    | M    | 57    |
| 47 Kiesett  | LMP675    | 18 | Marshall Cooke Racing      | Jason Workman Melanie Paterson Ben Devlin               | Lola B2K/40                            | P    | 50    |
| 47 Kiesett  | LMP675    | 18 | Marshall Cooke Racing      | Jason Workman Melanie Paterson Ben Devlin               | Ford (Millington) 2.0L Turbo I4        | P    | 50    |
| 48 Kiesett  | GT        | 35 | Risi Competizione          | Terry Borcheller Anthony Lazzaro Ralf Kelleners         | Ferrari 360 Modena GTC                 | M    | 39    |
| 48 Kiesett  | GT        | 35 | Risi Competizione          | Terry Borcheller Anthony Lazzaro Ralf Kelleners         | Ferrari 3.6L V8                        | M    | 39    |
| 49 Kiesett  | LMP675    | 16 | Dyson Racing               | Butch Leitzinger Andy Wallace James Weaver              | MG-Lola EX257                          | G    | 39    |
| 49 Kiesett  | LMP675    | 16 | Dyson Racing               | Butch Leitzinger Andy Wallace James Weaver              | MG (AER) XP20 2.0L Turbo I4            | G    | 39    |
| 50 Kiesett  | LMP675    | 56 | Team Bucknum Racing        | Jeff Bucknum Bryan Willman Chris McMurry                | Pilbeam MP91                           | D    | 37    |
| 50 Kiesett  | LMP675    | 56 | Team Bucknum Racing        | Jeff Bucknum Bryan Willman Chris McMurry                | Willman (JPX) 3.4L V6                  | D    | 37    |
| 51 Kiesett  | GT        | 43 | Orbit Racing               | Leo Hindery Peter Baron Marc Lieb                       | Porsche 911 GT3-RS                     | M    | 26    |
| 51 Kiesett  | GT        | 43 | Orbit Racing               | Leo Hindery Peter Baron Marc Lieb                       | Porsche 3.6L Flat-6                    | M    | 26    |
| 52 Kiesett  | LMP900    | 01 | Team Nasamax               | Bryan Herta Robbie Stirling Romain Dumas                | Reynard 01Q                            | G    | 14    |
| 52 Kiesett  | LMP900    | 01 | Team Nasamax               | Bryan Herta Robbie Stirling Romain Dumas                | Cosworth XDE 2.6L Turbo V8 (bioetanol) | G    | 14    |
| 53 Kiesett  | LMP900    | 6  | Lister Storm Racing        | Jamie Campbell-Walter Ian MacKellar                     | Lister Storm LMP                       | D    | 10    |
| 53 Kiesett  | LMP900    | 6  | Lister Storm Racing        | Jamie Campbell-Walter Ian MacKellar                     | Chevrolet LS1 6.0L V8                  | D    | 10    |
| 54 Kiesett  | GTS       | 17 | Carsport America           | Mike Hezemans Anthony Kumpen                            | Pagani Zonda GR                        | P    | 6     |
| 54 Kiesett  | GTS       | 17 | Carsport America           | Mike Hezemans Anthony Kumpen                            | Mercedes-AMG 6.3L V12                  | P    | 6     |
| 55 Kizárva† | LMP900    | 30 | Intersport Racing          | Clint Field Rick Sutherland John Macaluso               | Lola B2K/10                            | G    | 196   |
| 55 Kizárva† | LMP900    | 30 | Intersport Racing          | Clint Field Rick Sutherland John Macaluso               | Judd GV4 4.0L V10                      | G    | 196   |